# Strongylocoris luridus
Strongylocoris luridus is een wants uit de familie van de blindwantsen (Miridae). De soort werd het eerst wetenschappelijk beschreven door Carl Fredrik Fallén in 1807.

## Uiterlijk
De redelijk ovale wants is altijd macropteer en kan 3 tot 4 mm lang worden. De geelbruine wants heeft korte gele haartjes op het lijf. De mannetjes zijn soms enigszins rood gekleurd. Het middendeel van de voorvleugels is donkerder gekeurd. Het doorzichtige gedeelte van de voorvleugels is grijs met onopvallende aders. De pootjes zijn geel met op de schenen zwarte stekeltjes. De antennes hebben een gele top van het eerste segment en in het midden van het tweede segment is vaak een geelachtige ring aanwezig.

## Leefwijze
De soort komt de winter door als eitje. De wants kent één enkele generatie in het jaar en is als volwassen wants
van juni tot augustus te vinden in de duinen en op open zanderige plekken met grazige vegetatie, voornamelijk op zandblauwtje (Jasione montana).

## Leefgebied
In Nederland is de soort zeldzaam. Het verspreidingsgebied is Palearctisch, van Europa tot Noord-Afrika.